# Hospital Mama Ashu
El Hospital Mama Ashu (quechua: Mamá Asunción), es un centro hospitalario privado peruano situado en el pueblo de Chacas, provincia de Asunción, región Áncash. Administrado por la Parroquia de Chacas, a través de la Operación Mato Grosso y apoyado por el Movimiento Juvenil de Italia y el Ministerio de Salud del Perú a través de un convenio interinstitucional firmado en el 2008. Es considerado como uno de los centro médicos más modernos de toda la región, ostentando la categoría I-4.
Recibe a pacientes de todos los estratos sociales, enfocado principalmente a las familias de escasos recursos de diversos centros poblados de la provincia y de provincias vecinas, como Carlos Fermín Fitzcarrald, Antonio Raimondi, Mariscal Luzuriaga, Yanama. Con su modelo de atención, aminora el flujo de pacientes de la zona sur de Conchucos que tendrían que dirigirse hasta el hospital de Huaraz para ser tratados. 

## Historia
EL hospital se construyó sobre terrenos donados en 1987 por Cornelio Aguirre Arteaga y su esposa a la parroquia de Chacas. El gestor de su construcción fue el párroco de Chacas, Ugo de Censi, fundador de la Operación Mato Grosso, apoyado con fondos del Arzobispado de Milán encabezado por el cardenal Carlo María Martini, quien asistió a su inauguración en 1995. El sacerdote se trazó la meta de construir un centro médico moderno con la finalidad de brindar ayuda sanitaria a personas de escasos recursos residentes en la zona trasandina de Áncash. En esa época, la presencia del estado solo se daba a través de postas médicas cuya limitada capacidad de atención obligaba a que los convalecientes viajaran entre 8 y 15 horas para tratarse en los hospitales de Huaraz, Chimbote o Lima.

«El hospital se construyó para tratar a los más pobres con el mismo nivel de atención de una clínica moderna donde se atienden los ricos. Debemos aprender a valorar la salud de todos, incluida la de los más pobres, porque en ellos habita Dios»
 Ugo de Censi (1997).

## Equipamiento
Se atienden emergencias ya que está dotado con 2 ambulancias debidamente equipadas. Cuenta con 2 salas de operaciones, sala de neonatología y de anestesiología. También dispone de servicios de radiología, ecografía, laboratorio, gineco obstetricia, fisioterapia, odontología y farmacia.
Su equipamiento incluye 40 camas, 2 camas UCI, 4 incubadoras y servicios de lavandería, incineración, hospedaje y cocina. El número total de profesionales, técnicos y auxiliares de salud que trabajan en el nosocomio es de aproximadamente 70 personas, se cuentan médicos generales, enfermeras, odontólogos, obstetras, biólogos, laboratoristas y trabajadores 42 administrativos y de servicio.